# Biel-Benken
Pour les articles homonymes, voir Biel.
Biel-Benken est une commune suisse du canton de Bâle-Campagne, située dans le district d'Arlesheim. Les deux villages formaient par le passé une enclave bâloise dans la Seigneurie de Birseck, relevant de l'Évêché de Bâle. Biel et Benken ont fusionné en 1972.

Vue aérienne de 900 m par Walter Mittelholzer (1929)

## Personnalités
- Samuel Preiswerk, théologien
- Cioma Schönhaus, résistant juif au nazisme
- Elisabeth Schneider-Schneiter, conseillère nationale PDC
- Alexander Frei, footballeur